# Wie ein Blitz
Wie ein Blitz ist ein deutscher Fernsehdreiteiler aus dem Jahr 1970, der vom Westdeutschen Rundfunk Köln produziert wurde. Er gehört zu der Reihe von Durbridge-Filmen, die in den 1960er und 1970er Jahren in Deutschland zu Straßenfegern wurden. Regisseur des Mehrteilers war Rolf von Sydow.

## Handlung
Der Immobilienmakler Gordon Stewart und seine junge Frau Diana bereiten sich auf eine Ferienreise nach Nizza vor. Am Tag der Abreise wird Gordon von seinem Mitarbeiter Mark Paxton unter einem Vorwand in ein leerstehendes zu verkaufendes Objekt gelockt und dort von diesem mit Schüssen ins Gesicht ermordet. Diana ist ebenfalls dort, sie hat ein Verhältnis mit Mark Paxton. Dieser versteckt die Leiche zunächst im Kofferraum seines Wagens und stellt ihn in eine Garage. Als er jedoch am Abend des Tages, nachdem die wegen Gordons Verschwinden gerufene Polizei ihren Einsatz für diesen Tag beendet, die Leiche beseitigen will, so ist diese verschwunden. Zur gleichen Zeit erhält Diana einen Anruf vom tot geglaubten Gordon, der sie bittet, die Leiche bei Auffinden als seine zu identifizieren. Am nächsten Tag wird tatsächlich in einem Steinbruch eine Leiche, deren Gesicht völlig entstellt ist, mit den Kleidern von Gordon gefunden. Diana identifiziert die Leiche als die ihres Mannes.
Am darauf folgenden Tag erscheint am Morgen Dianas Freundin Emely Brown und teilt dieser mit, dass auch sie einen Anruf von Gordon erhalten habe. Es gehe ihm nicht gut und er bitte Diana, sich mit ihm auf einem Schrottplatz zu treffen. Mark Paxton hält das ganze für eine Falle und rät ihr von dem Besuch des Schrottplatzes ab. Diana fährt trotz seiner Warnung dorthin und trifft auf die Polizei, die gerade die Leiche von Gordon gefunden hat. Währenddessen erhält Mark einen Anruf der Inhaberin einer Kleintierhandlung Kitty Tracey, die ihm mitteilt, Diana sei wegen Mordes an ihrem Mann verhaftet worden. Mark fährt nach Hause, um seine Koffer zu packen und zu fliehen, und ist höchst verwundert, als Diana kurz danach vor seiner Haustür steht und nicht verhaftet ist. Da die beiden wissen möchten, warum Kitty Tracey Mark belogen hat, vereinbart Diana telefonisch mit ihr ein Treffen. Als sie zur angegebenen Zeit den Laden betritt, findet sie ein blutiges Messer und leblos auf der Treppe liegend ihre Freundin Emely. Da Diana sie für tot hält, flieht sie panisch. Als sie am Abend des Tages mit Mark zusammen den Tatort aufsucht, um evtl. Beweismittel, die gegen sie sprechen könnten, zu vernichten, ist die Leiche Emelys verschwunden. Stattdessen finden sie die Leiche Kitty Traceys. Als die beiden in Dianas Haus ankommen, treffen sie dort auf Emely, die entgegen der ursprünglichen Annahme Dianas nicht tot ist, und deren Ehemann. Diana ist völlig verzweifelt.
Ein neues Testament Gordons verfügt entgegen allen Erwartungen für die Haushälterin der Stewarts das erwartete kleine Legat und für Diana ein Legat von nur 9.000 Pfund; das gesamte übrige Vermögen soll eine Diana Valesco, Gordons heimliche Geliebte, erhalten. Mark nimmt mit dieser in deren Londoner Wohnung Kontakt auf und droht ihr damit, dass Diana das Testament anfechten werde. Er rät ihr eindringlich, sich mit dieser zu einigen. Dabei versucht er, sich bei der schönen Italienerin einzuschmeicheln. Diese unterrichtet Diana von seinen Versuchen und da diese einen anonymen Brief erhalten hat, in dem ihr mitgeteilt wird, dass er sie betrügt und sich noch am Abend ins Ausland absetzen will, wird sie mehr als misstrauisch. Als Mark abends aus London zurück zu Diana kommt, findet er dort Ned Parker, einen guten Freund Gordons, der Diana seine Hilfe angeboten hat. Als Ned gegangen ist, macht Diana Mark eine Szene, in deren Verlauf er zugibt, dass sie für ihn als nicht reiche Witwe keine Anziehungskraft mehr hat. Diana erschießt ihn und verlässt in Panik das Haus. Sie verursacht einen Autounfall. Als sie am nächsten Morgen in ihr Haus zurückkehrt, ist die Leiche Marks verschwunden. In einem Telefonat befiehlt ihr eine ihr unbekannte Stimme, in das Haus zu kommen, in dem sie und Mark Gordon ermordet hätten. Dort würde sie Aufklärung bekommen. Zur gleichen Zeit erscheint Emely bei Inspector Clay. Sie gibt zu, dass sie von Kitty Tracey erpresst worden sei und an dem Abend das monatliche Erpressungsgeld übergeben wollte. Als sie in deren Wohnung erschienen sei, habe sie einen Schlag erhalten und wäre ohnmächtig geworden.
Als Diana in dem Haus ankommt, in dem sie und Mark Gordon getötet haben, wird sie von Ned Parker erwartet, der ihr mitteilt, dass er die Leichen habe verschwinden lassen. Er habe das ganze aus Liebe zu ihr getan und wolle mit ihr zusammen flüchten. Er habe Geld genug aus dubiosen Geschäften und könne eine Flucht finanzieren. Da ihnen die Polizei mittlerweile auf die Spur gekommen ist, werden sie verfolgt und versuchen, mit einem Motorboot Neds zu entkommen. Die Polizei verfolgt sie mit einem Hovercraft-Boot und es entwickelt sich eine wilde Verfolgungsjagd, in deren Verlauf Diana verhaftet wird und Ned, der sich mit einem Taucheranzug bis zum Strand retten kann, von Inspector Clay gestellt und bei einem Handgemenge der beiden tödlich von den Klippen stürzt.

## Hintergrund
Wie ein Blitz wurde in der ARD erstmals am 9., 11. und 12. April 1970 in drei 68, 70 und 80 Minuten langen Folgen ausgestrahlt. Der Film war der erste Durbridge-Krimi, der in Farbe gedreht wurde. Er wurde 1969 und 1970 an Originalschauplätzen in England gedreht.
Der Kriminalroman „Bat out of hell“ von Francis Durbridge erschien auf Basis des englischen Originaldrehbuchs von Durbridge. Dieses wurde darüber hinaus noch mehrfach verfilmt, so z. B. in Großbritannien unter diesem Titel als 5-Teiler im Jahr 1966, in Frankreich unter dem Titel À corps perdu  in 5 Folgen 1970 und in Italien 1971 unter dem Titel Come un uragano.
Der Roman erschien unter dem Titel Wie ein Blitz 2025 in einer ungekürzten Neuübersetzung inklusive der Geschichte des TV-Mehrteilers auf 110 Seiten. Darin sind auch Ausschnitte aus dem Originaldrehbuch enthalten.